# 발팽송의 목욕하는 여인
《발팽송의 목욕하는 여인》(프랑스어: La Baigneuse Valpinçon)은 프랑스의 신고전주의 화가 장오귀스트도미니크 앵그르가 1808년에 그린 그림으로, 1879년부터 루브르 박물관에 소장되어 있다. 이 그림은 앵그르가 로마의 프랑스 아카데미에서 미술을 공부하던 시기에 그린 것으로, 원래는 《앉은 여인》이라는 제목이었으나 19세기에 이 그림을 소유하고 있었던 발팽송(Valpinçon)의 이름을 따서 현재까지 알려지게 되었다.

## 배경

《터키 목욕탕》, 1862년~1863년, 루브르 박물관

앵그르는 이전에도 1807년작 《목욕하는 여인》과 같은 여성 누드를 그리긴 했지만, 이 작품은 그의 첫 번째 위대한 작품으로 알려져 있다. 이전의 작은 작품과 마찬가지로 이 작품에서도 모델의 뒷 모습을 묘사했다. 그러나 《발팽송의 목욕하는 여인》은 이전 작품에서 드러난 노골적인 성적 매력 대신 차분하고 절제된 관능미를 묘사하고 있다. 앵그르는 옷을 벗고 목욕하는 여인의 모습을 자주 그렸으며, 이는 1863년의 《터키 목욕탕》에서 정점을 이루었는데 이 작품 속 중앙의 만돌린을 연주하는 여성은 모습은 《발팽송의 목욕하는 여인》 속 여성의 뒷모습과 유사하다.

## 반응
이 그림은 처음 전시되었을 때 비평가들의 호평을 받지 못했지만, 거의 50년 후 앵그르의 명성이 더욱 알려졌을 때 프랑스의 소설가 공쿠르 형제는 "렘브란트 자신도 이 창백한 몸통의 호박색을 부러워했을 것"이라고 썼고, 루브르 박물관은 이 그림을 "조화로운 선과 섬세한 빛의 걸작"이라고 묘사했다.
샤를 보들레르는 이 모델을 "깊은 풍만함"을 지닌 존재로 묘사했지만, 여러 면에서 그녀는 본질적으로 순결한 존재로 묘사되었다. 이런 모순은 그림의 여러 요소에서 분명하게 드러난다. 그녀의 목에서부터 등을 거쳐 다리까지 이어지는 신체의 곡선은 아래로 늘어진 녹색빛 커튼과 그녀 앞에 펼쳐진 하얀 커튼의 물결, 그리고 침대 시트와 린넨의 주름에 의해 더욱 강조된다. 그러나 이러한 요소들은 그녀의 살결이 표현된 차가운 톤과 왼쪽 하단에 있는 우아한 검은 돌결 대리석과 같은 요소들과 상반된다.
미술 평론가 로버트 로젠블럼(Robert Rosenblum)은 앵그르가 인체를 독특한 방식으로 그리는 능력에 대해 언급하면서 "《발팽송의 목욕하는 여인》의 궁극적인 효과는 시간과 움직임, 심지어 중력의 법칙마저 마법처럼 정지시키는 것이다... 묘사된 인물은 법랑질의 매끄러운 표면 위에 무중력으로 떠 있어 아주 미세한 압력만 가하고 있는 것처럼 보이며, 지상의 물건에 느껴지는 중력적 기대는 의외로 논란의 여지가 있다."라고 평했다.

## 영향
1924년 미국의 시각 미술가 만 레이는 《발팽송의 목욕하는 여인》에 영감을 받아 《앵그르의 바이올린》이라는 제목으로 누드 여성의 뒷모습을 촬영했다.
페루의 화가 헤르만 브라운베가는 《발팽송의 목욕하는 여인》속 여성을 20점 이상 자신의 작품에 그려 넣었다. 그 중 첫 번째는 1984년의 그림 바랑코의 목욕(Le Bain à Barranco)에 나오는데, 이 작품에서 여성은 소박한 페루 해변에 그려졌다.